# دانشگاه ماساچوست امهرست
دانشگاه ماساچوست امهرست (به انگلیسی: University of Massachusetts Amherst) یک دانشگاه تحقیقاتی دولتی در شهر امهرست واقع در ایالت ماساچوست آمریکا است که در سال ۱۸۶۳ میلادی بنیان‌گذاری شده‌است. این دانشگاه، مادر مجموعه پنج دانشگاه دولتی ماساچوست و بزرگترین آن‌ها محسوب می‌شود.
مجموعه دانشکده‌ها و ساختمان‌های دانشگاه ماساچوست امهرست در گسترده‌ای در حدود ۶۰۰ هکتار در شهر امهرست قرار دارد. زمین دانشگاه متعلق به دولت ایالتی ماساچوست می‌باشد. این دانشگاه بزرگ‌ترین مجموعه دانشگاهی دولتی در ایالت‌های نیوانگلند آمریکا محسوب می‌شود.
ساختمان‌های متعددی با قدمت متفاوت در این دانشگاه وجود دارند که برخی از آن‌ها توسط معماران مشهور زمان خودشان طراحی شده‌اند. ساختمان ۲۶ طبقه کتابخانه دوبویی در مرکز دانشگاه که بلندترین کتابخانه در ایالات متحده است از کیلومترها دورتر قابل مشاهده است. در حال حاضر چندین ساختمان و آزمایشگاه جدید در ضلع شرقی دانشگاه در حال ساخت می‌باشد. همچنین چندین خوابگاه جدید قرار است در اطراف دانشگاه ساخته شود.
برنامه بلندپروازانه‌ای برای توسعه ساختمان‌های این دانشگاه تهیه شده‌است و قرار است دویست هیئت علمی جدید به این دانشگاه اضافه شوند.
در سال‌های اخیر نیروگاه قدیمی‌تر زغال‌سنگی این دانشگاه جای خود را به نیروگاه گازی ۱۰ مگاواتی جدیدی داده‌است که مجموعه تولید بخار برای گرمایش ساختمان‌های دانشگاه نیز در کنار آن ساخته شده‌است. این مجموعه راندمان بسیار بالایی دارد و جزو اولین نمونه‌ها در ایالات متحده می‌باشد.

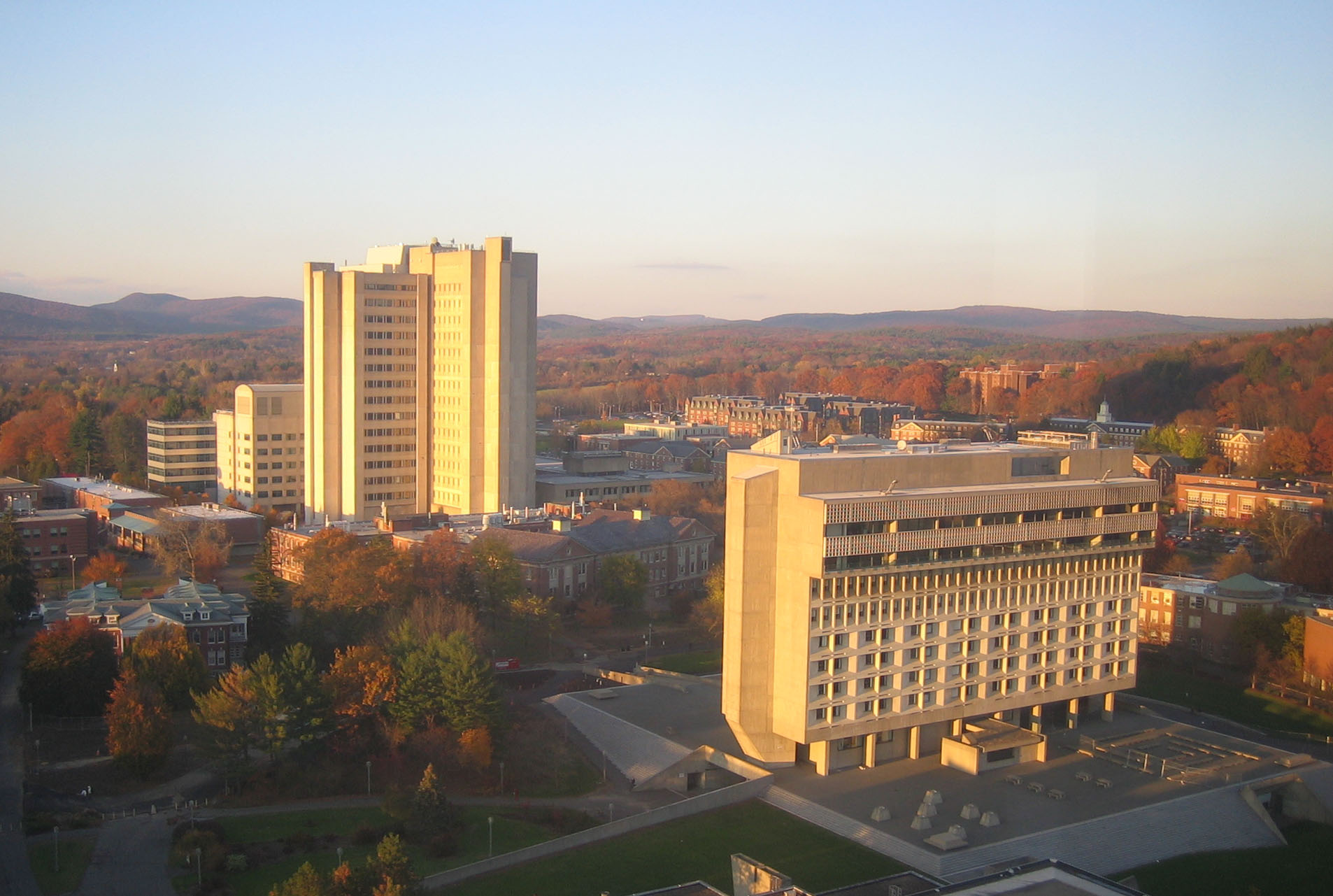
دانشگاه ماساچوست امهرست. ساختمان سمت راست در تصویر اثر معمار نوگرا مارسل برور است.